# シーランドの国旗
現在のシーランド公国の国旗は、右上から左下に描かれる白い線を挟んである、赤と黒の三角形から成る。1967年9月2日、正式に定められた。なお、黒い部分よりも赤い部分のほうが比率が大きい。
「建国者」であるパディ・ロイ・ベーツの孫のジェームズ・ベーツによれば、国旗の赤はロイを、白は純潔を、黒はロイが海賊放送局を運営していたことを象徴する。